# Ed Gein (película)
Ed Gein (conocida también como In The Light of the Moon) es una película estadounidense del año 2000 dirigida por Chuck Parello y protagonizada por Steve Railsback en el papel del asesino serial de Wisconsin, Ed Gein.

## Sinopsis
De niño, Ed Gein es sometido a abusos físicos y psicológicos a manos de su madre fanática religiosa, Augusta, y su padre alcohólico, George. Este tipo de experiencias y la repentina muerte de su madre, a quien a pesar de todo idolatraba, fueron el detonante inicial para el descenso de Ed hacia la locura.

## Reparto
- Steve Railsback es Ed Gein.
- Austin James Peck es Ed Gein a los 10 años.
- Ryan Thomas Brockington es Ed Gein a los 16 años.
- Carrie Snodgress es Augusta W. Gein
- Carol Mansell es Collette Marshall.
- Sally Champlin es Mary Hogan.
- Steve Blackwood es Brian.
- Nancy Linehan Charles es Eleanor M. Adams
- Bill Cross es George Gein.
- Jan Hoag es Irene Hill.
- Brian Evers es Henry Gein.
- Pat Skipper es Jim Stillwell.
- Craig Zimmerman es Pete Anderson.
- Lee McLaughlin es Warren Hill.
- Devin Alexander es Doris Wickstrom.
- Ben Caswell es David Bell.